# Windvaantje
Het windvaantje (Selysiothemis nigra) is een libellensoort uit de familie van de korenbouten (Libellulidae), onderorde echte libellen (Anisoptera).
De soort staat op de Rode Lijst van de IUCN als niet bedreigd, beoordelingsjaar 2010, de trend van de populatie is volgens de IUCN stijgend.
De wetenschappelijke naam Selysiothemis nigra is voor het eerst geldig gepubliceerd in 1825 door Vander Linden.